# Бенедикт, Пол Кинг
Пол Кинг Бенедикт (англ. Paul King Benedict, также известен под китайским именем кит. трад. 白保羅, упр. 白保罗, пиньинь  Bái Bǎoluó; 5 июня 1912, Покипси, Нью-Йорк, США — 21 июля 1997, Ормонд-Бич, Флорида, США) — американский учёный антрополог, психиатр, лингвист, специализировавшийся на языках Восточной и Юго-Восточной Азии. Известен своим предложением в 1942 году австро-таиской языковой семьи и реконструкцией прото-сино-тибетского и прото-тибето-бирманского языков. Более 20 лет практиковал психиатрию в Нью-Йорке. Является пионером этнопсихиатрии.

## Биография
Родился в городке Покипси, штат Нью-Йорк. Окончил среднюю школу в 1930 году. Поступил в Корнеллский университет, затем перевёлся в Университет Нью-Мексико, где получил степень бакалавра искусств в 1934 году. В 1935 получил степень магистра в Гарвардском университете и в 1941 Ph.D. по антропологии. Во время учёбы путешествовал по Азии. Два года учился в Калифорнийском университете.
Получил степень доктора медицины в Нью-Йоркском медицинском колледже, работал главным психиатром и директором диагностического центра Департамента наказаний штата Нью-Йорк. Перед тем, как сконцентрироваться на лингвистике, опубликовал несколько работ по психиатрии.
Погиб в автомобильной катастрофе в возрасте 85 лет в Ормонд Бич, штат Флорида.

## Труды
- Benedict, Paul K. (1972). Sino-Tibetan: A Conspectus. Cambridge: Cambridge University Press.
- Benedict, Paul K. «Remarks on A Comparative Vocabulary of Five Sino-Tibetan Languages, by Ilia Peiros and Sergei A. Starostin» Mother Tongue 4:151-2.
- Benedict, Paul K., Graham Thurgood, and James A. Matisoff, and David Bradley (eds.). 1985. Linguistics of the Sino-Tibetan area: the state of the art: papers presented to Paul K. Benedict for his 71st birthday. Canberra: Pacific Linguistics.
- Benedict, Paul K. (1990). Japanese/Austro-Tai. Ann Arbor: Karoma.
- Benedict, Paul K. (1997). Special volume dedicated to Dr. Paul K. Benedict on the occasion of his eighty-fifth birthday (Mon Khmer Studies vol. 27). Salaya, Thailand: Mahidol University; Dallas, TX: Summer Institute of Linguistics.